# Kladzany
Kladzany (in ungherese Klazány) è un comune della Slovacchia facente parte del distretto di Vranov nad Topľou, nella regione di Prešov.